# کویکه‌چان ریور
کویکه‌چان ریور (به انگلیسی: Quequechan River) رودخانه‌ای است که در ایالات متحده آمریکا جریان دارد.